# Dasineura bursakovi
Dasineura bursakovi är en tvåvingeart som beskrevs av Fedotova 1996. Dasineura bursakovi ingår i släktet Dasineura och familjen gallmyggor.
Artens utbredningsområde är Kazakstan. Inga underarter finns listade i Catalogue of Life.